# Tonstads kommun
Tonstads kommun (norska: Tonstad kommune) var en kommun i Vest-Agder fylke i södra Norge. Kommunen omfattade ett område i den mellersta delen av nuvarande Sirdals kommun. Tätorten Tonstad utgjorde kommunens centralort.

## Administrativ historik
Tonstads kommun upprättades den 1 januari 1905 när den dåvarande kommunen Sirdal (Siredalen) delades i två och de båda kommunerna Tonstad respektive Øvre Sirdal bildades. Kommunen hade 828 invånare vid upprättandet.
Den 1 januari 1960 gick kommunen, tillsammans med Øvre Sirdals kommun och en del av Bakke kommun, upp i den då återbildade Sirdals kommun. Kommunens hade då 651 invånare.